# Cannon megye
Cannon megye az Amerikai Egyesült Államokban, azon belül Tennessee államban található. Megyeszékhelye és legnagyobb városa Woodbury. Lakosainak száma 14 506 fő (2020. április 1.). Cannon megye DeKalb, Coffee, Warren, Rutherford és Wilson megyékkel határos.

## Népesség
A megye népességének változása:
| Lakosok száma | 13 793 | 13 732 | 13 829 | 13 775 | 13 840 | 14 506 |
|               | 2010   | 2011   | 2012   | 2013   | 2015   | 2020   |